# انتخابات مجلس الأمن التابع للأمم المتحدة 1997
أُجريت انتخابات مجلس الأمن التابع للأمم المتحدة لعام 1997 في 14 أكتوبر 1997 في مقر الأمم المتحدة في مدينة نيويورك خلال الدورة الثانية والخمسين للجمعية العامة للأمم المتحدة. انتخبت الجمعية العامة البحرين والبرازيل والغابون وغامبيا وسلوفينيا أعضاءً غير دائمين في مجلس الأمن التابع للأمم المتحدة لمدة سنتين تبدأ في 1 يناير 1998. وكانت هذا أول انتخاب للبحرين وغامبيا وسلوفينيا في المجلس.

## القواعد
يتألف مجلس الأمن من 15 مقعدًا، يشغلها خمسة أعضاء دائمين وعشرة أعضاء غير دائمين. وفي كل عام، يتم انتخاب نصف الأعضاء غير الدائمين لمدة عامين.   ولا يجوز للعضو الحالي أن يترشح على الفور لإعادة انتخابه. 
وفقًا للقواعد التي يتم بموجبها تناوب المقاعد العشرة غير الدائمة في مجلس الأمن بين الكتل الإقليمية المختلفة التي تقسم إليها الدول الأعضاء في الأمم المتحدة تقليديًا لأغراض التصويت والتمثيل،  يتم تخصيص المقاعد الخمسة المتاحة على النحو التالي:
- مقعدان للدول الأفريقية
- مقعد لبلدان المجموعة الآسيوية (الآن مجموعة آسيا والمحيط الهادئ)[6] لـ"المقعد العربي"
- مقعد لأمريكا اللاتينية ومنطقة البحر الكاريبي
- مقعد لمجموعة أوروبا الشرقية

## المرشحون
وكان هناك ستة مرشحين للمقاعد الخمسة. وكان المقعد الوحيد الذي تم التنافس عليه هو مقعد مجموعة أوروبا الشرقية: وتنافست جمهورية مقدونيا اليوغوسلافية السابقة وسلوفينيا على المقعد الوحيد. وكان لدى المجموعات الأخرى عدد من المرشحين مساوٍ لعدد المقاعد المطلوب شغلها: الغابون وغامبيا للمقعدين الأفريقيين، والبحرين للمقعد الآسيوي، والبرازيل لمقعد مجموعة دول أمريكا اللاتينية والكاريبي.

## النتائج
وتم التصويت بالاقتراع السري. بالنسبة لكل مجموعة جغرافية، يمكن لكل دولة عضو التصويت لصالح أكبر عدد ممكن من المرشحين الذين سيتم انتخابهم. وكان هناك 174 بطاقة اقتراع في كل من الانتخابات الثلاثة.

### الدول الأفريقية والآسيوية
| نتائج انتخابات الدول الأفريقية والآسيوية | نتائج انتخابات الدول الأفريقية والآسيوية |
| ---------------------------------------- | ---------------------------------------- |
| الدولة                                   | الجولة الأولى                            |
| البحرين                                  | 172                                      |
| الغابون                                  | 171                                      |
| غامبيا                                   | 169                                      |
| زامبيا                                   | 1                                        |
| ممتنعون                                  | 0                                        |
| بطاقات الاقتراع الباطلة                  | 0                                        |
| الأغلبية المطلوبة                        | 116                                      |

### دول أمريكا اللاتينية ومنطقة البحر الكاريبي
| نتائج الانتخابات في دول أمريكا اللاتينية ومنطقة البحر الكاريبي | نتائج الانتخابات في دول أمريكا اللاتينية ومنطقة البحر الكاريبي |
| -------------------------------------------------------------- | -------------------------------------------------------------- |
| الدولة                                                         | الجولة الأولى                                                  |
| البرازيل                                                       | 167                                                            |
| الأرجنتين                                                      | 1                                                              |
| ممتنعون                                                        | 6                                                              |
| بطاقات الاقتراع الباطلة                                        | 0                                                              |
| الأغلبية المطلوبة                                              | 112                                                            |

### مجموعة أوروبا الشرقية
| نتائج انتخابات دول أوروبا الشرقية | نتائج انتخابات دول أوروبا الشرقية |
| --------------------------------- | --------------------------------- |
| الدولة                            | الجولة الأولى                     |
| سلوفينيا                          | 140                               |
| مقدونيا                           | 30                                |
| ممتنعون                           | 4                                 |
| بطاقات الاقتراع الباطلة           | 0                                 |
| الأغلبية المطلوبة                 | 114                               |

## روابط خارجية
- بيان صحفي لوثيقة الأمم المتحدة GA/9329
- وثيقة الأمم المتحدة A/52/PV.30 المحضر الرسمي لجلسة الجمعية العامة، 14 أكتوبر/تشرين الأول 1997، الساعة 10 صباحا